# Eliana Menassé
Eliana Menassé (* 1930 in New York City) ist eine mexikanische Malerin.
Eliana Menassé wurde in New York City geboren, lebt jedoch, seitdem sie zwei Jahre alt ist, in Mexiko und betrachtet sich selbst als Mexikanerin. Seit 2015 lebt sie in Mexiko-Stadt.
1958 wendete sich Menassé aktiv der Kunst zu, im selben Jahr eröffnete sie auch ihre erste Einzelausstellung; über 20 weitere folgten. Insgesamt hat sie mit ihren Werken an mehr als 250 Gruppenausstellungen in Museen und Galerien in Mexiko sowie in mehreren Städten in den Vereinigten Staaten, den Niederlanden, Deutschland und Japan teilgenommen.
Menassé ist Mitglied des Salón de la Plástica Mexicana.

## Einzelausstellungen
- 1958: Galería Tuso
- 1962: Instituto Francés de América Latina
- 1963, 1966, 1975: Salón de la Plástica Mexicana
- 1967: Steven Laurence Gallery, Detroit
- 1967: Gallery of the Los Angeles Mart, Los Angeles
- 1968, 1970, 1972: Galería Merkup
- 1980: Galería Francisca Díaz
- 1981: Galería „El Granero“, Torreón
- 1989: Expo 4 Pintores, Sala Nacional INBA
- 1995: Galería Alberto Misrachi
- 1997: Expo Retrospectiva, Museo de Arte de Aguascalientes
- 2001: Retrospectiva Casa del Tiempo UAM
- 2001: Galería Alberto Misrachi
- 2003: Expo Retrospectiva Galería Alba de la Canal, Universidad Veracruzana, Xalapa
- 2006: Exposición Galería Alberto Misrachi
- 2008: Instituto Nacional de Ciencias Médicas y Nutrición